# Oda Spelbos
Oda Spelbos, née le 9 novembre 1964 aux Pays-Bas, est une actrice néerlandaise.

## Filmographie

### Cinéma
- 1990 : Vincent et Théo :Ida
- 1996 : Laagland (nl) : La petite amie
- 2000 : Somberman's aktie : Ines
- 2009 : Lege maag : Rôle inconnu

### Téléfilms
- 1994 : Seth & Fiona (nl) : Karin
- 1995 : Coverstory (nl) : Karin
- 1996 : Unit 13 :	La professeur de piano
- 1996 : Baantjer :	Hermine Platanen
- 2000 : Hij en Julia (nl) : Lonneke
- 2001 : Schiet mij maar lek (nl) : Alexandra
- 2002 : Baantjer :	Sonja Meier
- 2003 : Gemeentebelangen (nl) :	Inez van Weezel
- 2004[réf. souhaitée] : Enneagram : Saskia Doesburg
- 2006 : Evelien (nl) : Wendy
- 2007-2019 : Flikken Maastricht : Marion Dreesen
- 2016 : Dokter Deen (nl) : Mme De Beer
- 2017 : Beau Séjour : Mme De Wit
- 2018 : Sinterklaasjournaal (nl) : La femme dans la bibliothèque